# Neo-uvaria acuminatissima
Neo-uvaria acuminatissima là một loài thực vật thuộc họ Annonaceae. Loài này được Friedrich Anton Wilhelm Miquel mô tả lần đầu tiên năm 1865 dưới danh pháp Uvaria acuminatissima. Năm 1939, Herbert Kenneth Airy Shaw chuyển nó sang chi Neo-uvaria.
Plants of the World Online và The Plant List hiện nay chỉ coi Neo-uvaria foetida (loài điển hình) như là danh pháp đồng nghĩa của Neo-uvaria acuminatissima.

## Phân bố
Loài này có ở Malaysia bán đảo và Borneo.